# Žigmund Pálffy
Žigmund Pálffy (ur. 5 maja 1972 w Skalicy) – słowacki hokeista, reprezentant Słowacji, trzykrotny olimpijczyk.

## Kariera
- HK Nitra (1990-1991)
- HC Dukla Trenczyn (1991-1992)
- Salt Lake Golden Eagles (1993-1994)
- New York Islanders (1994, 1995-1999)
  -  Denver Grizzlies (1994-1995)
  -  HC Dukla Trenczyn (1996)
- HK 36 Skalica (1999)
- Los Angeles Kings (1999-2004)
- Slavia Praga (2004-2005)
- Pittsburgh Penguins (2005-2006)
- HK 36 Skalica (2007-2014)

Wychowanek klubu ZVL Skalica. Na początku kariery w barwach tego klubu jego partnerami w ataku Dukli Trenczyn byli Róbert Petrovický i Branislav Jánoš w rozgrywkach mistrzostw Czechosłowacji. W drafcie NHL z 1991 został wybrany przez New York Islanders. W klubie tym rozegrał pięć pełnych sezonów w lidze NHL (przez pewien czas występował wraz z nim Polak, Mariusz Czerkawski, także wybrany w drafcie 1991). Kolejne pięć sezonów spędził w zespole Los Angeles Kings. Dodatkowo rok spędził w Pittsburgh Penguins. W tych rozgrywkach nie odniósł większych sukcesów klubowych, jednak regularnie był jednym z najskuteczniejszych zawodników drużyny i całej ligi.
Od 2007 ponownie zawodnik macierzystej Skalicy. Od tego czasu zostawał jednym z najskuteczniejszych graczy ekstraligi słowackiej. Od 2010 kapitan drużyny. We wrześniu 2012, mając już 40 lat przedłużył kontrakt z klubem o kolejny rok. W lipcu 2013 postanowił zakończyć karierę zawodniczą.
Uczestniczył w turniejach Canada Cup 1991, Zimowych Igrzyskach Olimpijskich 1994, 2002 i 2010 (w 2010 był chorążym ekipy narodowej), Pucharu Świata 1996 oraz Mistrzostw Świata w 1996, 1999, 2002, 2003, 2005.

## Sukcesy

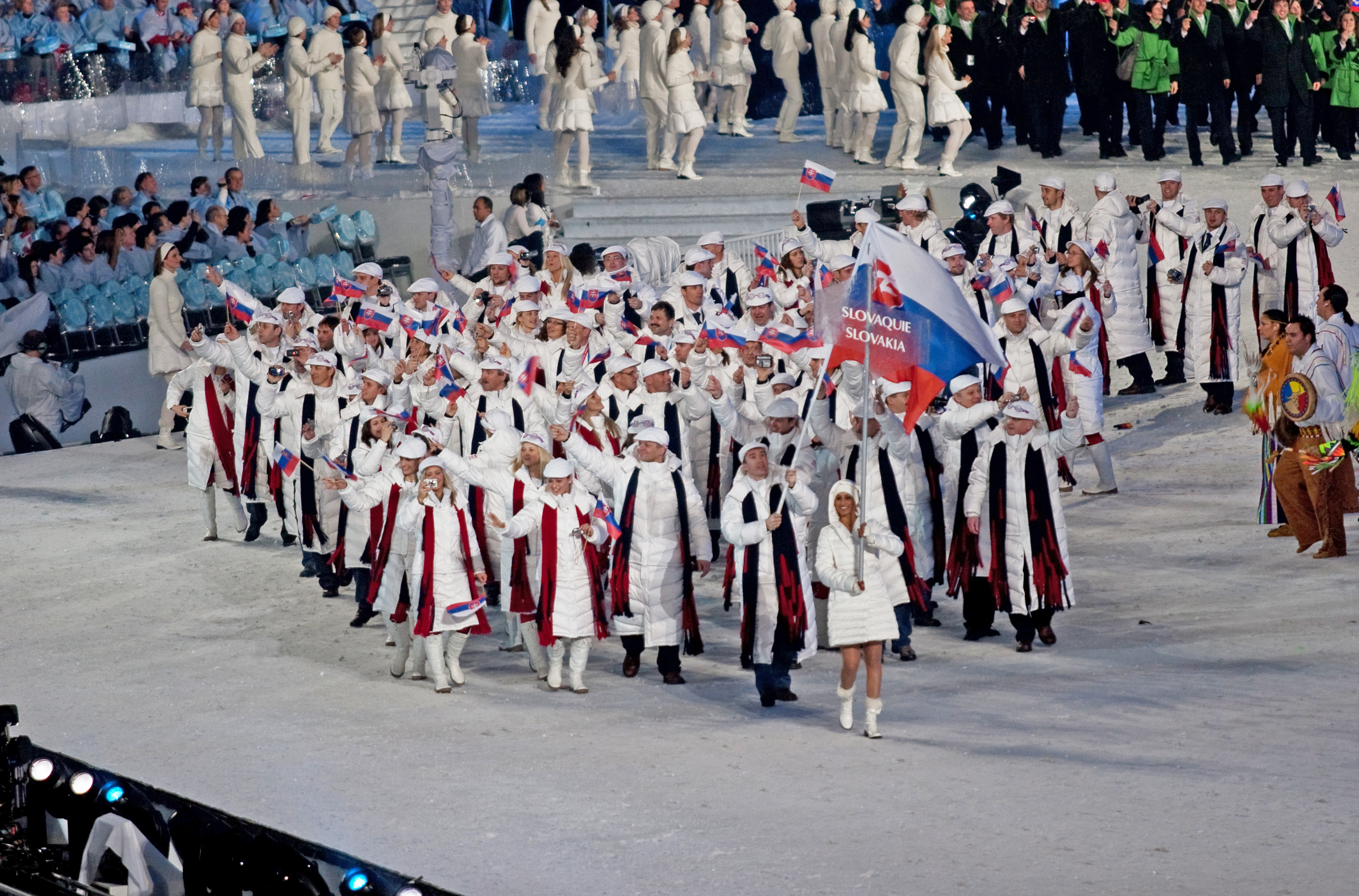
Žigmund Pálffy (niesie flagę) jako chorąży ekipy narodowej podczas ceremonii rozpoczęcia ZIO 2010

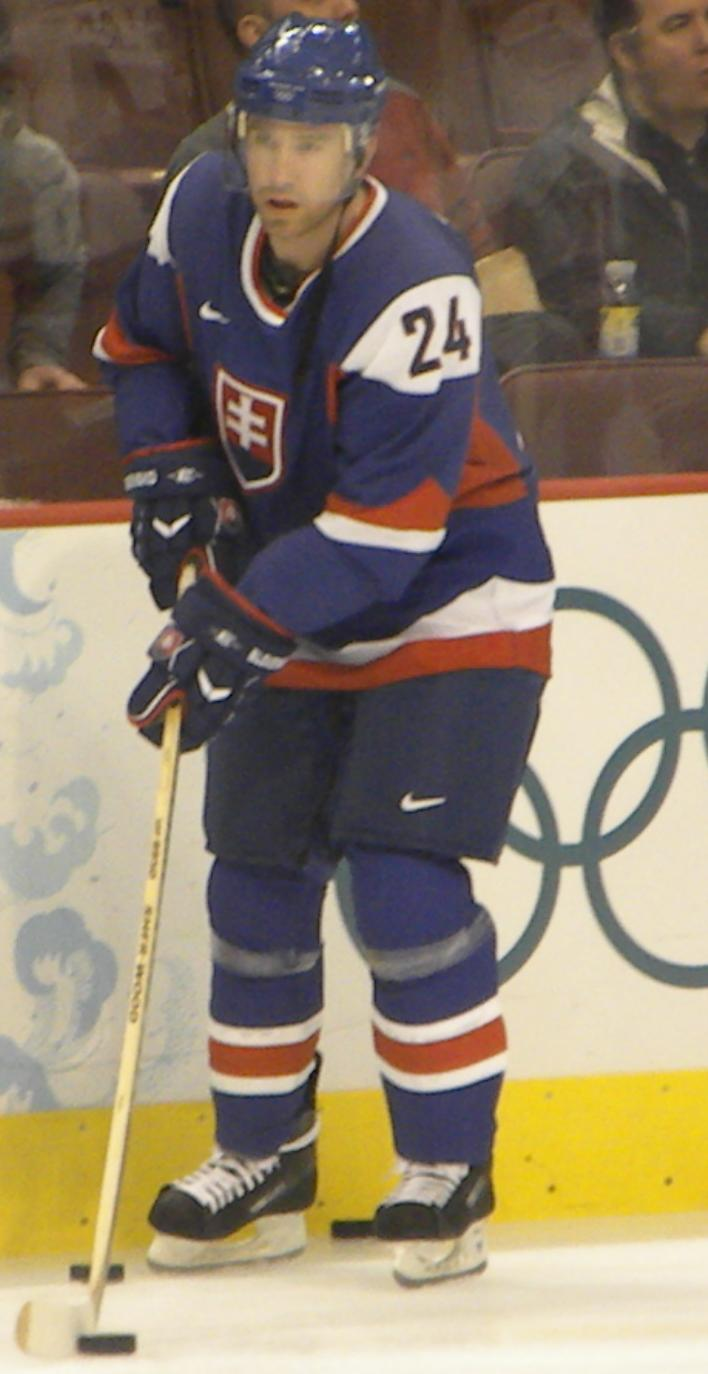
Žigmund Pálffy w barwach Słowacji podczas ZIO 2010

Reprezentacyjne
- Brązowy medal mistrzostw świata juniorów do lat 20: 1991 z Czechosłowacją
- Złoty medal mistrzostw świata: 2002
- Brązowy medal mistrzostw świata: 2003

Klubowe
- Złoty medal mistrzostw Czechosłowacji: 1992 z Duklą Trenczyn
- Brązowy medal mistrzostw Czechosłowacji: 1993 z Duklą Trenczyn
- Brązowy medal mistrzostw Słowacji: 2008 ze Skalicą
- Srebrny medal mistrzostw Słowacji: 2009 ze Skalicą

Indywidualne
- Sezon ekstraligi czechosłowackiej 1990/1991:
  - Najlepszy pierwszoroczniak sezonu
- Sezon ekstraligi czechosłowackiej 1991/1992:
  - Pierwsze miejsce w klasyfikacji strzelców: 41 goli
  - Pierwsze miejsce w klasyfikacji kanadyjskiej: 74 punktów
- Sezon ekstraligi czechosłowackiej 1992/1993:
  - Pierwsze miejsce w klasyfikacji asystentów: 41 asyst
  - Pierwsze miejsce w klasyfikacji kanadyjskiej: 79 punktów
- Hokej na lodzie na Zimowych Igrzyskach Olimpijskich 1994:
  - Pierwsze miejsce w klasyfikacji asystentów turnieju: 7 asyst
  - Pierwsze miejsce w klasyfikacji kanadyjskiej turnieju: 10 punktów
- Sezon NHL (1996/1997):
  - NHL All-Star Game
- Sezon NHL (1997/1998):
  - NHL All-Star Game
- Sezon NHL (2000/2001):
  - NHL All-Star Game
- Sezon NHL (2001/2002):
  - NHL All-Star Game
- Mistrzostwa Świata w Hokeju na Lodzie 2003:
  - Pierwsze miejsce w klasyfikacji kanadyjskiej turnieju: 15 punktów
- Sezon ekstraligi słowackiej 2007/2008:
  - Pierwsze miejsce w klasyfikacji kanadyjskiej: 76 punktów
  - Skład gwiazd ligi
- Sezon ekstraligi słowackiej 2008/2009:
  - Pierwsze miejsce w klasyfikacji strzelców ligi: 52 gole
  - Pierwsze miejsce w klasyfikacji kanadyjskiej: 99 punktów
  - Skład gwiazd ligi
- Sezon ekstraligi słowackiej 2009/2010:
  - Skład gwiazd ligi
- Ekstraliga słowacka w hokeju na lodzie (2011/2012):
  - Pierwsze miejsce w klasyfikacji asystentów ligi: 57 asyst
  - Pierwsze miejsce w klasyfikacji kanadyjskiej: 83 punkty
  - Skład gwiazd ligi
- Ekstraliga słowacka w hokeju na lodzie (2012/2013):
  - Pierwsze miejsce w klasyfikacji asystentów ligi: 52 asyst
  - Pierwsze miejsce w klasyfikacji kanadyjskiej: 81 punkty
- Ekstraliga słowacka w hokeju na lodzie (2012/2013):
  - Skład gwiazd ligi[4]

Wyróżnienie
- Galeria Sławy IIHF: 2019[5][6]

## Odznaczenia
- Krzyż Prezydenta Republiki Słowackiej I Stopnia – 2002[7]
- Medal Prezydenta Republiki Słowackiej – 2003[8]